# Starfighter Pilot
Starfighter Pilot, lançado em 1997, foi o EP de estréia da banda Snow Patrol, na gravadora Electric Honey. O EP foi lançado sobre o nome de 'Polarbear', o primeiro nome da banda (que eles tiveram que mudar devido a razões legais). A música Starfighter Pilot mais tarde apareceu no álbum da banda, Songs for Polarbears, e foi lançada no single 'Starfighter Pilot Remixes'.

## Tracklist
1. "Starfighter Pilot" - 3:21
2. "Holy Cow" - 1:54
3. "Safety" - 3:06